# Narciso Feliciano Pelosini
Narciso Feliciano Pelosini (Fornacette, 9 giugno 1833 – Pistoia, 9 luglio 1896) è stato un politico e scrittore italiano di ispirazione liberale.

## Biografia
Nacque da Giuseppe Pelosini e Maddalena Franchi a Fornacette, vicino a Pisa. 
Ultimo di cinque figli, aveva assistito alla morte prematura delle due sorelle e del fratello, scomparso in giovane età nel 1857. Si dedicò, oltre al suo mestiere di avvocato, anche alla carriera politica, ma lasciò traccia di sé anche nel campo della letteratura, che fu la giovanile aspirazione della sua vita. Si ammalò di sifilide, per questo fu spinto a non legarsi sentimentalmente e a rinunciare al matrimonio. Negli ultimi anni della sua vita attraversò un periodo di crisi spirituale che sfociò in una riscoperta della fede religiosa e della tradizione cattolica. Si ritirò in solitudine in una casetta sul Monte Pisano. Morì a Pistoia il 9 luglio 1896. È sepolto nel Cimitero della Misericordia della stessa città.
Ancora oggi è visibile una lapide presso la sua casa natale in via Tosco Romagnola a Fornacette.

### Formazione
Come il fratello sacerdote, si iscrisse al seminario a Montepulciano, che lasciò per la facoltà di Giurisprudenza a Pisa, dove seguì le lezioni del criminalista Francesco Carrara. Successivamente si trasferì all'Università di Siena dove si laureò nel 1854. Nel frattempo aveva iniziato a scrivere e, nel 1853, erano uscite le sue Poesie Italiane.  Tornò a Fornacette, dove si preparò per l'avvocatura presso lo studio del giurista Francesco Carrara. Continuò a dedicarsi alla sua passione letteraria e, frequentando gli ambienti intellettuali, conobbe, tra gli altri Giosuè Carducci, quando questi era ancora studente alla Scuola normale di Pisa.  Il rapporto tra i due fu conflittuale, fino a quando cessò del tutto.
Divenne amico di Giacomo Puccini, di cui fu anche l'avvocato.

## Carriera
Ormai avvocato di grande fama, nel 1870 fu titolare della cattedra di Enciclopedia giuridica all'università di Pisa. Aspirò alla cattedra di diritto penale del suo defunto maestro Francesco Carrara, senza riuscirci.  Fu poi titolare della cattedra di diritto penale presso l'Istituto Cesare Alfieri di Firenze e ciò gli consentì di partecipare ad illustri processi dell'epoca, tra cui anche quello fra il politico Giovanni Nicotera e la Gazzetta d'Italia. Il 4 dicembre 1890 fu nominato senatore, militando nella Destra.

## L'Opera"Maestro Domenico"
Prese parte al dibattito letterario che vedeva contrapposti classicisti e romantici. Firmò le sue opere o con la sigla N.F.P. o come Giovan Paolo d'Alfiano, l'antico nome del paese natale. Nel 1871 scrisse Maestro Domenico, storia di un falegname che si addormenta nel Granducato di Toscana e si risveglia anni dopo nel Regno d'Italia,  accorgendosi che l’antico mondo contadino è scomparso definitivamente, sostituito da un'Italia composta da repubblicani anticlericali, di massoni e di politicanti di mestiere. Il libro denuncia l’oppressione del potere, la stoltezza della burocrazia, la superficialità della stampa, l’inettitudine della politica, la volgarità dei costumi, la diffamazione della religione.

## Opere letterarie
- Poesie italiane, Siena 1853
- Liriche, Nistri, Pisa 1862
- Intorno alle nuove elezioni. Avvertenze politiche per un giureconsulto toscano, Nistri, Pisa 1865
- Ad Edgardo Quinet. Lettera politica d'un giureconsulto toscano, Nistri, Pisa 1868
- Maestro Domenico, 1871 (ultima edizione: a cura di Gianandrea de Antonellis, Solfanelli, Chieti 2012, ISBN 978-88-89756-43-0)
- Amenità bibliografiche della vecchia Toscana, Nistri, Pisa 1871
- Scritti letterari, Barbèra, Firenze 1884
- Ricordi, tradizioni e leggende dei monti pisani, Mariotti, Pisa 1890
- Echi dei monti. Per le nozze Orsini-Guerrini, Mariotti, Pisa 1892